# کاستیلیونه داورچیا
کاستیلیونه داورچیا (به ایتالیایی: Castiglione d'Orcia) یک کومونه در ایتالیا است که در استان سیه‌نا واقع شده‌است.

## خصوصیات
کاستیلیونه داورچیا ۱۴۱٫۷ کیلومترمربع مساحت و ۲٬۵۳۰ نفر جمعیت دارد و ۵۴۰ متر بالاتر از سطح دریا واقع شده‌است.